# Gabriele Zappa
Gabriele Zappa (Monza, Italia; 22 de diciembre de 1999) es un futbolista profesional italiano que juega como defensa en el Cagliari Calcio de la Serie A.

## Estilo de juego
Zappa es un lateral derecho ofensivo que también puede jugar como defensa, es un buen regateador y jugador ofensivo.